# Struthiosaurus
Struthiosaurus ist eine Gattung der Vogelbeckensaurier aus der Gruppe der Ankylosauria. Sie lebte am Ende der Oberkreide in Europa.

## Merkmale

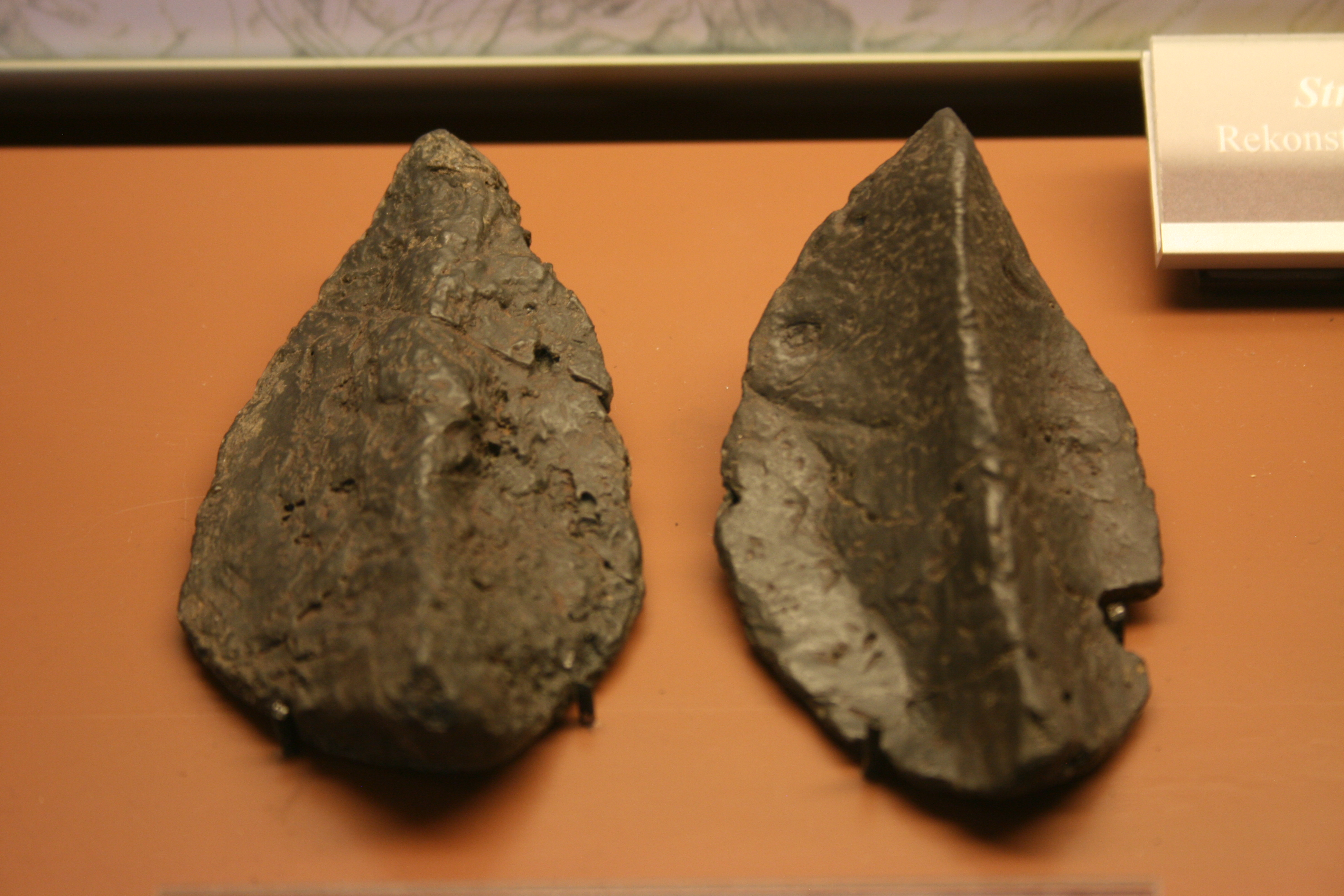
Osteodermen eines Struthiosaurus austriacus aus NÖ, im Naturhistorischen Museum Wien

Von Struthiosaurus wurden bislang nur Bruchstücke des Schädels und Teile des postkranialen Skeletts gefunden. Er war ein sehr kleiner Vertreter der Ankylosauria, Schätzungen über die Länge des Tieres variieren zwischen 2 und 4 Metern. Wie alle Ankylosauria war er von einer Panzerung aus Knochenplatten (Osteodermen) bedeckt und dürfte sich quadruped (auf allen vieren) fortbewegt haben. Der Schädel war auf der Oberseite ebenfalls von Knochenplatten bedeckt, die kleinen Zähne waren an eine pflanzliche Ernährung angepasst.
Im Zuge einer Studie der Universität Wien 2022 wurde der gut erhaltene Gehirnschädel des Struthiosaurus austriacus mittels Computertomographie untersucht. Die hochauflösenden CT-Daten ermöglichten eine digitale Rekonstruktion von Gehirnform und Innenohr. Der bis zu vier Meter lange Pflanzenfresser hatte eine eingeschränkte Mobilität und war schwerhörig. Bei keinem Dinosaurier wurde bisher eine kürzere Gehörschnecke festgestellt. Die eingeschränkte Interaktionsmöglichkeiten deuten auf ein Leben als Einzelgänger. Geschützt wurde das Tier durch massive Knochenplatten und lange Stacheln im Hals- und Schulterbereich.

## Entdeckung und Systematik

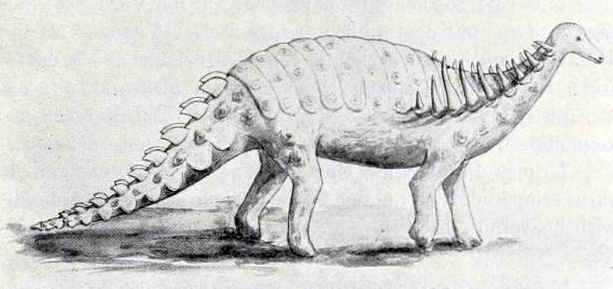
Wissenschaftlich überholte Rekonstruktion von Struthiosaurus aus dem Jahr 1915

Fossile Funde von Struthiosaurus zählen zu den am längsten bekannten Ankylosauriern. Bereits 1871 wurde die in der Gosau-Gruppe bei Winzendorf-Muthmannsdorf in Niederösterreich gefundene Typusart S. austriacus erstbeschrieben. Der Name bedeutet „Straußenechse“ und ist ein Anzeichen für die damals noch spärliche Kenntnis über diese Tiere – man hielt ihn zunächst für einen Theropoden. Anfang des 20. Jahrhunderts entdeckte Franz Nopcsa im heutigen Rumänien eine zweite Art, S. transsylvanicus. Diese Art war größer und unterschied sich auch im Bau der Halswirbel und des Schädels von S. austriacus. 2003 wurde im Département Hérault (Südfrankreich) eine dritte Art, S. languedocensis, entdeckt, von der bislang allerdings nur Teile des postkranialen Skeletts bekannt sind. Eine Reihe von spärlich bekannten Gattungen oder nomina dubia, Crataeomus, Danubiosaurus, Leipsanosaurus und Pleuropeltis werden heute meist als Synonym von Struthiosaurus betrachtet.
Die Funde stammen alle aus der Oberkreide (spätes Maastrichtium) und werden auf ein Alter von etwa 69 bis 66 Millionen Jahre geschätzt. Die spärlichen Funde machen eine genaue systematische Einordnung von Struthiosaurus schwierig. Aufgrund eines beulenartigen Fortsatzes des Schulterblattes wird er innerhalb der Ankylosauria zu den Nodosauridae gerechnet.